# Leptosphaeria azadirachtae
Leptosphaeria azadirachtae är en svampart som beskrevs av R.K. Verma, Soni, C.K. Tiwari & Jamaluddin 2001. Leptosphaeria azadirachtae ingår i släktet Leptosphaeria och familjen Leptosphaeriaceae.   Inga underarter finns listade i Catalogue of Life.